# باشگاه فوتبال اسکندربو کورچه
باشگاه فوتبال اسکندربو کورچه (به آلبانیایی: Klubi Futbollistik Skënderbeu Korçë) باشگاه فوتبال در شهر کورچه، آلبانی است.
این باشگاه در سال ۱۹۰۹ میلادی تأسیس شد.

## افتخارات
لیگ
- سوپر لیگ فوتبال آلبانی (سطح ۱)
  - قهرمان (۴): ۱۹۳۳، ۲۰۱۰–۱۱، ۲۰۱۱–۱۲ و ۲۰۱۲–۱۳
  - نایب قهرمان (۳): ۱۹۳۰، ۱۹۳۴ و ۱۹۷۶–۷۷
- لیگ دسته اول فوتبال آلبانی (سطح ۲)
  - قهرمان (۳): ۹۷۵–۷۶، ۲۰۰۴–۰۵ و ۲۰۰۶–۰۷
  - نایب قهرمان (۳): ۱۹۸۹–۹۰، ۱۹۹۴–۹۵ و ۲۰۰۴–۰۵

جام‌ها
- جام حذفی فوتبال آلبانی
  - نایب قهرمان (۴): ۱۹۵۸، ۱۹۶۴–۶۵، ۱۹۷۵–۷۶ & ۲۰۱۱–۱۲
- سوپر جام فوتبال آلبانی
  - قهرمان (۱): ۲۰۱۳
  - نایب قهرمان (۲): ۲۰۱۱، ۲۰۱۲